# Mamurius Veturius
Mamurius Veturius war ein sagenhafter Schmied zur Zeit des römischen Königs Numa Pompilius, auf dessen Befehl hin er elf Kopien des vom Himmel herabgeschwebten heiligen Schildes (Ancile) angefertigt haben soll. Zur Belohnung wurde sein Name daraufhin in das Carmen Saliare, das Kultlied der Salierpriesterschaft, aufgenommen. Der Elegiker Properz schreibt ihm darüber hinaus auch die Anfertigung einer Bronzestatue des Gottes Vertumnus zu.
Da Mamurius Veturius erstmals gegen Ende des 1. Jahrhunderts v. Chr. in den Quellen erwähnt wird, besteht die Möglichkeit, dass die Figur ein Konstrukt der spätrepublikanischen oder augusteischen Zeit darstellt. Der Name könnte erfunden worden sein, um die nicht mehr verständliche Formel Mamuri Veturi im Carmen saliare aitiologisch als Vokativ eines Personennamens zu deuten. Allerdings gab es noch in der Kaiserzeit in Rom Mitglieder der gens Veturia, d. h. der Familie der Veturier, deren älteste Vertreter sich bis ins 6. Jahrhundert v. Chr. zurückverfolgen lassen. Es ist daher nicht ausgeschlossen, dass sie schriftliche Aufzeichnungen aus alter Zeit aufbewahrt hatten, die sie im Zuge der restaurativen Politik des Augustus gezielt publik machten. Das relativ späte Auftreten des Mamurius Veturius in den erhaltenen Quellen spricht daher nicht unbedingt gegen einen historischen Kern der Sage oder die Möglichkeit, dass eine Person dieses Namens tatsächlich in der römischen Frühzeit existiert hat.
In der Spätantike gab es die sogenannten Mamuralia, eine Art Winteraustreiben, bei dem ein in Fell gekleideter Mann aus der Stadt getrieben wurde. Ob dieses Fest mit Mamurius im Zusammenhang stand oder ob die Ähnlichkeit der Namen rein zufällig ist, hat die Forschung bisher nicht feststellen können.